# Erik Hansen
Erik Oskar Hansen (n. 27 mai 1889, Hamburg, Imperiul German – d. 18 martie 1967, Hamburg, RFG) a fost un ofițer german, apoi general de cavalerie în cel de-al Doilea Război Mondial și comandant al Misiunii Militare Germane în România.

## Cariera militară
Hansen a intrat la 1 octombrie 1907 în Regimentul de dragoni „Regele Carol I al României” (1. Hannoversches) nr. 9 unde a rămas până în 1916. În timpul Primului Război Mondial a activat ca adjutant de regiment și a fost avansat la gradul de Rittmeister (echivalent cu cel de căpitan). Din februarie 1917 și până la sfârșitul războiului a îndeplinit diferite poziții în Statul Major.
El a fost apoi transferat în Reichswehr și avansat până în 1932 la gradul de locotenent colonel. Printre altele, el a activat ca ofițer în Statul Major al Diviziei I Cavalerie și ca profesor la Școala de Cavalerie de la Hanovra. În 1931 a fost numit prim-ofițer de stat major în Divizia I Cavalerie.
După preluarea puterii de către naziști, el a fost promovat la gradele de colonel în 1934, general-maior în 1937 și general-locotenent în 1939. La sfârșitul anului 1938, Hansen a devenit comandant al Diviziei IV Infanterie a Wehrmachtului, care a participat la campaniile din Polonia și Franța.
În octombrie 1940, Hansen a devenit șef al Misiunii Militare Germane în România. La scurt timp, el a fost promovat la gradul de general de cavalerie. A condus Corpul de Armată LIV în războiul împotriva Uniunii Sovietice până în ianuarie 1943. Corpul său a făcut parte din Grupul de Armate Sud (care acționa în Crimeea) și din Grupul de Armate Nord de la Leningrad. A fost decorat pe 22 august 1941 cu Ordinul „Mihai Viteazul” cl. III-a „pentru modul strălucit cum a condus operațiunile unui Corp de Armată german, care în colaborare cu forțele române a cucerit Chișinăul, cetatea românismului din Basarabia, precum și pentru bravura de care a dat personal dovadă pe câmpul de bătălie”.
La 20 ianuarie 1943 a fost numit din nou șef al Misiunii Militare Germane în România. În această poziție, el a devenit prizonier al Armatei Sovietice la 26 august 1944, fiind eliberat abia la 10 octombrie 1955.

## Decorații
- Crucea de Fier (1914), clasa a II-a și I[2]
- Crucea Hanseatică a Hamburgului[2]
- Crucea de onoare a Războiului Mondial 1914/1918
- Medalia Anschluss-ului
- Medalia Sudetenland
- Crucea de Fier cu barete clasa a II-a și I
- Insigna Crimeea
- Medalia Frontului Răsăritean
- Ordinul Militar „Mihai Viteazul” cl. III-a (22 august 1941)[1]
- Ordinul Mihai Viteazul - clasa a II-a (29 iulie 1942)
- Crucea Germană de aur (19 septembrie 1942)[3]
- Crucea de Cavaler al Crucii de Fier (4 septembrie 1941)[3]

## Legături externe
- General der Kavallerie Erik Hansen. Axis Biographical Research. Actualizat la 2010-03-02. (englisch)
- en  Erik-Oskar Hansen sur TracesOfWar.com
- de  Erik-Oskar Hansen sur Lexikon der Wehrmacht
- de  Erik-Oskar Hansen sur Ritterkreuztraeger 1939–1945